# Supermarine Nanok
Le Supermarine Nanok était un hydravion biplan trimoteur britannique des années 1920, conçu par le constructeur britannique Supermarine Aviation Works, Ltd.. Construit pour répondre à un besoin de la marine royale danoise, il ne fut produit qu'à un seul exemplaire puis reconstruit en luxueux avion privé, prenant alors le nom de Supermarine Solent.

## Conception et développement
Le Nanok (« ours polaire », en langage inuit) était un développement trimoteur de l'hydravion très réussi Southampton, conçu pour répondre aux besoins des Danois concernant un hydravion pouvant emporter des torpilles. Un prototype fut commandé le 17 juin 1926, et l'avion vola pour la première fois le 21 juin 1927. Les tests furent décevants, et malgré des modifications pour arranger les choses, l'avion ne parvint pas à atteindre le niveau de performances requis par les Danois. Il fut ensuite abandonné par les Danois.
En 1928, l'avion fut renommé Solent et fut proposé à la vente en tant que bombardier-torpilleur, mais ne parvint pas à trouver de clients. Il fut ensuite converti en hydravion civil luxueux à neuf sièges pour le magnat de la boisson Arthur Ernest Guinness,. Il fut enregistré sous le numéro G-AAAB en août 1928. Il semblerait que Guiness ait trouvé l'espace intérieur trop exigu, car il commanda immédiatement son remplaçant, le Supermarine Air Yacht. Le Solent fut retiré des registres civils et envoyé à la destruction, en 1934.
Le nom de Solent fut aussi appliqué à un autre avion avion civil développé séparément, utilisant la coque du Southampton avec les ailes plus grandes du Nanok, et transportant 14 passagers. Il échoua lui-aussi à trouver des clients à l'achat.

## Carrière opérationnelle
Le Solent reçut son certificat de navigabilité le 5 septembre 1928 et fut utilisé pour des vols réguliers entre l'Angleterre et la maison de son propriétaire près de Lough Corrib, dans le Comté de Galway, en Irlande. Il resta en service jusqu'à son envoi à la destruction, en 1934.

## Utilisateurs
- Danemark : Refusé par la marine royale danoise après des essais décevants ;
- Angleterre : Appareil converti en hydravion privé luxueux. Propriété d'Ernest Guiness pour son utilisation personnelle.